# Avenida Juan Sebastián Elcano (Málaga)
La Avenida Juan Sebastián Elcano, es una vía situada en el este de la ciudad de Málaga. Discurre en sentido este-oeste íntegramente por el distrito de Málaga Este. Cuenta con una longitud aproximada a los 2 kilómetros. Es una de las avenidas principales del distrito y junto al Paseo Reding, la Avenida Príes, el Paseo Sancha, la Avenida Pintor Sorolla y la Calle Almería, forma un eje viario transversal que vertebra todo el este de la ciudad.
Lleva el nombre en honor a Juan Sebastián Elcano, marinero español que fue el primero en dar la vuelta al mundo.

## Recorrido
La avenida Elcano comienza en la Avenida Pintor Joaquín Sorolla a la altura de calle Bolivia, muy cerca de los Baños del Carmen. Continúa en línea recta paralela a la línea de costa atravesando el barrio de Pedregalejo. Posteriormente cruza el arroyo Jaboneros y prosigue hacia la barriada de El Palo. En el cruce con las calles Mar y Real se transforma en Calle Almería. 

### Barrios
Distrito Málaga Este:
- Pedregalejo
- Pedregalejo Playa
- Las Acacias
- El Palo
- Echeverría del Palo

## Transporte
En autobús queda conectado mediante las siguientes líneas de la EMT: 
| Línea | Trayecto                                               | Recorrido | Frecuencia |
| ----- | ------------------------------------------------------ | --------- | ---------- |
| 3     | Puerta Blanca - Alameda Principal - El Palo (C. Olías) | Recorrido | 13 minutos |
| 8     | Alameda Principal - Hospital Clínico                   | Recorrido | 13 minutos |
| 11    | Universidad - El Palo - Playa Virginia                 | Recorrido | 13 minutos |
| 33    | Alameda Principal - Cerrado de Calderón                | Recorrido | 13 minutos |
| 34    | Alameda Principal - Pedregalejo                        | Recorrido | 13 minutos |
|       |                                                        |           |            |
| N1    | Puerta Blanca - El Palo                                | Recorrido | 60 minutos |

En autobús interurbano queda conectado mediante las siguientes líneas del Consorcio: 
| Línea | Trayecto                                     | Recorrido            |
| ----- | -------------------------------------------- | -------------------- |
| M-163 | Málaga - Rincón de la Victoria - Los Rubios  | Recorrido y Horarios |
| M-260 | Málaga - Vélez Málaga (por Torre Benagalvón) | Recorrido y Horarios |
| M-360 | Málaga - Olías - Comares                     | Recorrido y Horarios |
| M-362 | Málaga - Nerja (por Torre Benagalvón)        | Recorrido y Horarios |
| M-363 | Málaga - Torrox (por Torre Benagalvón)       | Recorrido y Horarios |
| M-364 | Málaga - Periana (por Torre Benagalvón)      | Recorrido y Horarios |
| M-365 | Málaga - Riogordo (por Torre Benagalvón)     | Recorrido y Horarios |